# 马鞍乡 (平昌县)
马鞍乡，是中华人民共和国四川省巴中市平昌县曾经下辖的一个乡。2020年5月，撤销马鞍乡、岩口乡，设立岩口镇，以原马鞍乡梭岭村、小寨村、黄梁村、白坪村、白岩村、中营村、城隍庙村、柳坝村1至2组所属行政区域为岩口镇的行政区域，将原马鞍乡桂花村、柳坝村3至4组所属行政区域划归笔山镇管辖。

## 行政区划
马鞍乡撤销前下辖以下地区：
黄梁村、蓑岭村、白坪村、小寨村、中营村、桂花村、柳坝村、白岩村和城皇庙村。